# Квени
Квени (квенски/фински: kveeni, норвешки: kvener, севернолапонски: kveanat) финска су етничка мањина у Норвешкој. потичу од финских сељака и риболоваца, који су емигрирали из северних делова Финске и Шведске у Северну Норвешку у 18. и 19. веку. Квени су добили статус националне мањине у Норвешкој 1996. године, док је квенски језик признат као језик националне мањине 2005. године.

## Име
Порекло имена Квен је спорно. Нема доказа да су модерни Квени потомци Квена који су споменути у неколико древних норвешких и исландских текстова. Као резултат потписивања норвешке конвенције за заштиту националних мањина 1999. године, термин Квен је по први пут постао званично име ове мањине, која води порекло од финских досељеника и која има дугу историју у Норвешкој. 
Постоји теорија међу неким академским групама да је због дискриминације и сузбијања квенске етничке припадности од стране норвешких власти, израз Квен постао погрдан крајем 19. века. Због тога су многи Квени преферирали да буду називани 'suomalaiset' (Финци). Обнављањем квенске културе и идентитета седамдесетих година прошлог века, Квени су почели да користе овај термин. Међутим, чак и у деведесетим годинама било је расправа о томе да ли се норвешки термини '', '' или '' (финац, фински и финског порекла респективно) треба користити уместо тога. Међутим, данас се термин Квен прихвата и користи, на пример, у имену Квенске Организације у Норвешкој („Norske Kveners Forbund”).

## Демографија
Квени су регистровани као засебна група у норвешким пописима у периоду од 1845. до 1930. године. Од 18. века Квени чине значајан део становништва у Северној Норвешкој. Године 1845. 13,3% становништва у Финмарку и 3,2% у Тромсу се сматрало Квенима. Године 1854. бројеви су порасли на 19,9% и 7,0%. Врх је био 1875. године, са 24,2% и 7,7%. Удели су смањени на 20,2% и 3,7% у 1890. години и 13,8% и 2% у 1900.
У попису из 1930. године регистровано је 8.215 Квена у Тромсу и Финмарку. Године 1950. 1.439 људи је изјавило да говори фински језик у Тромсу (58 људи) и Финмарку (1.381 особа).
Процењује се да је број Квена 2001. године у парламентарном испитивању о националним мањинама у Норвешкој био између 10.000 до 15.000. Међутим, процена броја Квена је тешка, јер нема званичне дефиниције овог етнитета. Друге студије су процениле да је број Квена око 50.000—60.000, а критеријум за ову процену је био да је бар бака или дека потомака говорио фински. Међутим, многи од њих могу се сматрати Норвежанима, Лапонцима или комбинацијом.

## Историја

### Сеоба
Данско-норвешки порески извештај из 16. века наводи Квене као становнике Северне Норвешке. Такође, позната карта Скандинавије Олауса Магнуса из 1539. показује могуће квенско насеље, грубо процењено, између данашњег Тромса и Лофотских острва названо „Berkara Qvenar”. Квени овог времена су често били повезивани са биркарском организацијом у северној Шведској. У неким раним документима Квени су били груписани заједно са Лапонцима, који су аутохтони народ у централној и северној Норвешкој.
Имиграције Квена у Норвешку се могу поделити на два периода. 
Прва имиграција била је приближно од 1720. до 1820. године, када су се људи који говоре фински језик из северне Финске и долине реке Торне преселили у сливове и рукавце фјорда Тромс и западне делове Финмарка, у места попут Полмак, Карасјок, Порсангер, Алта и Лунген. 
Друга имиграција била је након 1820. године па до 1890. године на обалска подручја источног Финмарка и била је мотивисана растућом рибарском индустријом у Северној Норвешкој. Поред тога, било је лакше доћи до Америке одавде него из Северне Финске, а многи су се преселили у Финмарк пре него што су наставили преко Атлантика. Миграција се зауставила због проблема у рибарској индустрији, притиска становништва, миграције у Америку и повећања проблема за Квене приликом куповине земље и добијања норвешког држављанства.

## Језик
Квенски језик припада балтофинским језицима. Са језичког аспекта квенски језик је већински међусобно разумљив с финскim, због чега се воде полемике о томе да ли је он тек дијалект финскога или оближнјег меанкиелија. Ипак, 2005. године добио је статус правног мањинског језика у Норвешкој у оквиру Европске повеље о регионалним или мањинским језицима.
Квенски се додуше разликује од финског пошто је квенско становништво било изоловано од других говорника финскога, а у сталном контакту с говорницима норвешкога. Квенски језик стога укључује многе позајмљенице из норвешког, али и финске речи које се више не користе у Финској. Није сигурно колико је говорника квенскога, но оивисно о критеријима ради се о 2000–10.000 говорнка према проценама из 2011. године.

## Етнички спор
Деведесетих година прошлог века вођена је расправа међу Квенима да ли би они себе требало сматрати однојеном етничком групом или се сматрати финским Норвежанима. Такође, током процеса правног признавања квенског језика, расправљало се о томе да ли се треба квенски сматрати стварним језиком или само дијалектом финског и да ли се квенски језик или квенски дијалект финског језика треба предавати у школама.
Квени и Лапонци деле заједничку историју у Норвешкој. Међутим, пост-норвенизацијска политика их је третирала другачије. Лапонци су препознати као аутохтони народ у Северној Норвешкој. Они имају своје школе и парламент, а бирају три од шест чланова управе енгл. Finnmark Estate (организација која поседује око 95% земље у округу Финмарк). Неки Квени верују да је дистрибуција права и јавних фондова превише наклоњена Лапонцима, док Лапонаци мисле да се норвешка политика мањина и јавно финансирање требају углавном фокусирати на Лапонце.
У последње време, Норвешка Квенска Организација покушала је да обезбеди препознавање Квена, слично Лапонцима, као аутохтоног народа Норвешке. Ово је постало важно неким Квенима који су желели да покажу да њихова историја залази дубље него што се обично верује. Дошло је до незваничног усвајања речи „Каину” као ново име за „Квене”, у складу са хипотезама које су изнели фински историчари Јоуко Вахтола и Киости Јулку. Вахтола је претпоставио да су речи „Квен” и „Каину” термини за исти народ.

## Модерно признање
Застава Квенланда је подигнута у градској дворани Кируна у Шведској 16. марта 2013. године, у 11 сати, уз свечаност и част првогодишњег Дана Квена. Тај датум - 16. март значи да су признати шире међу квенским заједницама севера, али и да су признати међу другим народима.
Датум догађаја је узет из државног уговора који су потписали Шведска и Квенланд у 14. веку, познатијег као Tälje повеља ("Tälje stadga" на шведском језику). У том уговору, шведски краљ је гарантовао Квенима трговачка права на северу (превод са латинског штампаног 1995. године, Валерстром, pp. 48).
Град Кируна је део општине Кируна. То је најсевернија општина Шведске, а географски је највећа шведска општина, која покрива око 4,604% укупне површине Шведске.
У прошлости, квенски језик који се говори у Норвешкој сматран је дијалектом финског језика, слично као фински меанкиели језик који се говори у северној Шведској. Данас су оба званично призната мањинска језика у областима у којима живе народи који их говоре. Фински, меанкиели и лапонски су званично признати мањински језици у општини Кируна у Шведској.

## Култура и медији

### Руијан Каику
Руијан кајку је двојезични часопис (квенско/фински језик и норвешки језик) који се штампа у Тромсу. За сада само по један број излази месечно. Новине пишу углавном о проблемима и општим питањима Квена, али и о раду на јачању финског језика и културе у Норвешкој. Поред тога, пише се и о другим финским организацијама у Норвешкој, као и о другим финским мањинама у нордијским и околним земљама. Главни уредник листа је Лиса Коивулехто.

### Баски фестивал
Баски је фестивал квенске културе који се одржава у Нордреиси. Први фестивал је одржан у јуну 2007. године, али се намерава да буде годишњи догађај. Организатори су општина Нордреиса, а први директор фестивала био је Јохане Гауп.

### Квенска ношња
Крајем деведесетих креирана је квенска ношња. То није реконструкција старих ношњи, већ нови дизајн заснован на сликама и другим изворима о одећи и накиту које су користили Квени крајем 19. и почетком 20. века. Сврха стварања костима била је уједињење и јачање идентитета Квена.

### Кадону Лору
Kadonu Loru је једини сингл поп музике који је икада снимљен на језику Квена. Заснован је на старим квенским римама из узгајалишта ирваса и прича о производњи кобасица. Певачи су Карина Јакобсен и Кине Јохансен из Бирселва и Лакселва.

## Организације и институције

### Норвешка квенска организација
Норвешка организација „Квен” (Ruijan Kveeniliitto на квенско/финском и Norske Kveners Forbund на норвешком) основана је 1987. године и тренутно има око 700 чланова. Организација има локалне огранке у: Скиботну, Бирселву, Норд Варангер, Тани, Лакселву, Алти, северном Тромсу, Тромси и Источној Норвешкој.
Задаци организације укључују рад на извештавању владе о историји и правима квенског становништва, побољшању медијске покривености квенских питања, као и потреби да норвешка влада постави секретара (statssekretær) који ће се бавити проблемима Квена. Поред тога, промовише се потреба за часовима читања и писања од почетног до напредног нивоа, отврање вртића за квенску децу и укључивање квенског језика на свим нивоима образовања у Норвешкој. Такође и оснивање фонда квенске културе, изградња путева и других знакова у Квену, додавање имена места на квенском на званичним мапама и отварање музеја и центара за квенски језик и културу.

### Квенски институт
Квенски Институт (Kainun institutti на квенско/финском и Kvensk institutt на норвешком) је центар за квенску културу и језик који се налази у Бирселву у општини Порсангер у Норвешкој.

### Комисија за квенски језик
Квенски одбор за језике је основан априла 2007. Први задатак је био креирање стандарда за писани квенски језик.

### Халти квенски културни центар
Халти квенски културни центар се налази у општини Нордреиса.

### Руија Квен Музеј
Музеј Руија Квен налази се у Вадси.